# Caves Rovellats
Caves Rovellats és una casa de Sant Martí Sarroca (Alt Penedès) protegida com a Bé Cultural d'Interès Local.

## Descripció
Conjunt d'edificacions tancades dins d'un recinte enjardinat, amb baluard, on destaquen dues masses compostes de planta baixa, pis i golfes, amb portals d'entrada d'arc de mig punt adovellats i finestres amb llinda a les obertures, i amb coberta a dues vessants. Capella propera, de nova edificació, i caves subterrànies d'ordenació radial. Magatzems i cellers annexos.